# Morti nel 2007/Dicembre
| Questa pagina contiene informazioni ricavate automaticamente dalle voci biografiche con l'ausilio del template Bio e di un bot. L'aggiornamento è periodico e automatico e ricostruisce completamente la pagina. Se manca una persona in questa lista, sei pregato di non aggiungerla, ma accertati piuttosto che la sua voce biografica contenga il template Bio e che i dati anagrafici siano correttamente compilati. Se il template Bio manca, inseriscilo tu stesso o, in alternativa, metti l'avviso {{tmp\|Bio}} che ne segnala la mancanza. Se i dati riportati sono sbagliati, correggi direttamente la voce biografica; le modifiche saranno visibili in questa lista entro pochi giorni. Per chiarimenti vedi il progetto biografie. La lista contiene solo le 138 persone che sono citate nell'enciclopedia e per le quali è stato implementato correttamente il template Bio. Pagina aggiornata al 18 ago 2025. |

- 1º dicembre - June Dalziel Almeida, virologa britannica (n. 1930)
- 1º dicembre - Angelo Conterno, ciclista su strada italiano (n. 1925)
- 1º dicembre - Giorgio Fioravanti, allenatore di calcio e calciatore italiano (n. 1921)
- 1º dicembre - Ken McGregor, tennista australiano (n. 1929)
- 1º dicembre - Anton Rodgers, attore e cantante britannico (n. 1933)
- 2 dicembre - Elizabeth Hardwick, critica letteraria e scrittrice statunitense (n. 1916)
- 2 dicembre - Li Fusheng, calciatore cinese (n. 1953)
- 2 dicembre - Vincenzo Lombardo, velocista italiano (n. 1932)
- 2 dicembre - Eleonora Rossi Drago, attrice italiana (n. 1925)
- 2 dicembre - Les Shannon, allenatore di calcio e calciatore inglese (n. 1926)
- 3 dicembre - Giorgio Berti, avvocato e giurista italiano (n. 1927)
- 3 dicembre - Daniele Emmanuello, mafioso italiano (n. 1963)
- 3 dicembre - Dante Isella, critico letterario e filologo italiano (n. 1922)
- 3 dicembre - Francesco Scafarelli, scacchista italiano (n. 1933)
- 4 dicembre - Boško Antić, allenatore di calcio e calciatore jugoslavo (n. 1944)
- 4 dicembre - Mario Didò, sindacalista e politico italiano (n. 1926)
- 4 dicembre - Zara Doluchanova, mezzosoprano sovietico (n. 1918)
- 4 dicembre - Pimp C, rapper e produttore discografico statunitense (n. 1973)
- 4 dicembre - Giuseppe Radole, organista, musicologo e compositore italiano (n. 1921)
- 4 dicembre - Chip Reese, giocatore di poker statunitense (n. 1951)
- 5 dicembre - Karlheinz Stockhausen, compositore tedesco (n. 1928)
- 5 dicembre - John Winter, altista australiano (n. 1924)
- 6 dicembre - Giulio Cardini, scultore italiano (n. 1930)
- 6 dicembre - Katy French, modella e conduttrice televisiva irlandese (n. 1983)
- 6 dicembre - Marcel Leborgne, calciatore e allenatore di calcio francese (n. 1939)
- 6 dicembre - Marc Perruchoud, calciatore svizzero (n. 1928)
- 7 dicembre - Pietro Amendola, politico e giornalista italiano (n. 1918)
- 7 dicembre - John Hollowbread, calciatore inglese (n. 1934)
- 7 dicembre - Francesco Patriarca, politico italiano (n. 1932)
- 8 dicembre - Bertalan Béky, calciatore ungherese (n. 1913)
- 8 dicembre - Harold Leavitt, psicologo statunitense (n. 1922)
- 9 dicembre - Gwen Crellin, britannica (n. 1917)
- 9 dicembre - Henri Debehogne, astronomo belga (n. 1928)
- 9 dicembre - John Rennicke, cestista e giocatore di baseball statunitense (n. 1929)
- 9 dicembre - Kurt Schmied, calciatore austriaco (n. 1926)
- 10 dicembre - Valerij Korolenkov, calciatore sovietico (n. 1939)
- 10 dicembre - Ashleigh Aston Moore, attrice canadese (n. 1981)
- 10 dicembre - Al Moschetti, cestista statunitense (n. 1920)
- 11 dicembre - Carlo Ludovico d'Asburgo-Lorena, nobile austriaco (n. 1918)
- 11 dicembre - Aldo Biagiotti, calciatore italiano (n. 1923)
- 11 dicembre - Onorato Castellino, economista italiano (n. 1935)
- 11 dicembre - Pat Hannigan, hockeista su ghiaccio canadese (n. 1936)
- 11 dicembre - Giuseppe Urbani, danzatore e coreografo italiano (n. 1928)
- 12 dicembre - Charles Borromel, attore inglese (n. 1933)
- 12 dicembre - Bernard Eastlund, fisico statunitense (n. 1938)
- 12 dicembre - Françoise Landowski-Caillet, pianista e pittrice francese (n. 1917)
- 12 dicembre - Gaetano Michetti, vescovo cattolico italiano (n. 1922)
- 12 dicembre - Helmut Sadlowski, calciatore tedesco (n. 1929)
- 12 dicembre - Alfons Maria Stickler, cardinale e arcivescovo cattolico austriaco (n. 1910)
- 12 dicembre - Ike Turner, cantante e musicista statunitense (n. 1931)
- 13 dicembre - Laura Archera, violinista e scrittrice italiana (n. 1911)
- 13 dicembre - Carlo Felice Cillario, direttore d'orchestra italiano (n. 1915)
- 13 dicembre - Philippe Clay, attore e cantante francese (n. 1927)
- 13 dicembre - Akiva Jaglom, matematico, fisico e meteorologo sovietico (n. 1921)
- 13 dicembre - Alain Payet, attore pornografico francese (n. 1947)
- 13 dicembre - Floyd Westerman, cantante e attore statunitense (n. 1936)
- 14 dicembre - Federico Brini, politico italiano (n. 1929)
- 15 dicembre - Jean Bottéro, storico e orientalista francese (n. 1914)
- 15 dicembre - Julia Carson, politica statunitense (n. 1938)
- 15 dicembre - Matjaž Klopčič, regista cinematografico e sceneggiatore sloveno (n. 1934)
- 15 dicembre - Giuseppe Rinaldi, attore, doppiatore e direttore del doppiaggio italiano (n. 1919)
- 15 dicembre - Enrico di Rovasenda, presbitero italiano (n. 1906)
- 16 dicembre - Dan Fogelberg, cantautore, musicista e compositore statunitense (n. 1951)
- 16 dicembre - Jim Holstein, cestista e allenatore di pallacanestro statunitense (n. 1930)
- 16 dicembre - George Pruitt, cestista e allenatore di pallacanestro statunitense (n. 1936)
- 17 dicembre - Sebastiano Buzzin, allenatore di calcio e calciatore italiano (n. 1929)
- 17 dicembre - Dinko Petrov, lottatore bulgaro (n. 1935)
- 17 dicembre - Celestino Piatti, illustratore, pittore e designer svizzero (n. 1922)
- 17 dicembre - Jack Zander, animatore e regista statunitense (n. 1908)
- 18 dicembre - Giovanni Ajmone Cat, esploratore italiano (n. 1934)
- 18 dicembre - Hans Billian, regista, sceneggiatore e produttore cinematografico tedesco (n. 1918)
- 18 dicembre - John Güttke, biatleta svedese (n. 1931)
- 20 dicembre - Antonio Basurto, cantante italiano (n. 1917)
- 20 dicembre - Ascanio Bertani, politico italiano (n. 1931)
- 20 dicembre - Jeanne Carmen, attrice statunitense (n. 1930)
- 20 dicembre - Glenn W. Ferguson, diplomatico statunitense (n. 1929)
- 20 dicembre - Raphaël Nguyễn Văn Diệp, vescovo cattolico vietnamita (n. 1926)
- 22 dicembre - Massimo Ceccotti, giocatore di baseball, allenatore di baseball e dirigente sportivo italiano (n. 1931)
- 22 dicembre - Chrysostomos I di Cipro, arcivescovo ortodosso e politico cipriota (n. 1927)
- 22 dicembre - Julien Gracq, scrittore francese (n. 1910)
- 22 dicembre - Xhanfise Keko, regista e montatrice albanese (n. 1928)
- 22 dicembre - Lucien Teisseire, ciclista su strada francese (n. 1919)
- 23 dicembre - Ernani Costantini, pittore e scrittore italiano (n. 1922)
- 23 dicembre - Michael Kidd, coreografo, ballerino e attore statunitense (n. 1915)
- 23 dicembre - Aloísio Lorscheider, cardinale e arcivescovo cattolico brasiliano (n. 1924)
- 23 dicembre - Carlo Raffaele Marcello, fumettista italiano (n. 1929)
- 23 dicembre - Hans Mild, calciatore e hockeista su ghiaccio svedese (n. 1934)
- 23 dicembre - Oscar Peterson, pianista canadese (n. 1925)
- 23 dicembre - Frank Swaelen, politico belga (n. 1930)
- 24 dicembre - Giorgio Cusatelli, germanista, traduttore e curatore editoriale italiano (n. 1930)
- 24 dicembre - Vincent Ferrini, scrittore e poeta statunitense (n. 1913)
- 24 dicembre - Andreas Matzbacher, ciclista su strada austriaco (n. 1982)
- 25 dicembre - Robert J. Burch, scrittore statunitense (n. 1925)
- 25 dicembre - Ettore De Carolis, musicista e arrangiatore italiano (n. 1940)
- 25 dicembre - Luigi Grillo, arbitro di calcio italiano (n. 1921)
- 25 dicembre - Tommaso Mancia, politico italiano (n. 1942)
- 25 dicembre - Hans Otte, compositore e pianista tedesco (n. 1926)
- 25 dicembre - Gualtiero Schiaffino, pubblicitario, disegnatore e scrittore italiano (n. 1943)
- 26 dicembre - Raúl Bernao, calciatore argentino (n. 1941)
- 26 dicembre - Joe Dolan, cantante irlandese (n. 1939)
- 26 dicembre - Maria Luigia Guaita, partigiana, editrice e scrittrice italiana (n. 1912)
- 26 dicembre - Les Humphries, musicista e cantante britannico (n. 1940)
- 26 dicembre - Paul Donald MacLean, medico e neuroscienziato statunitense (n. 1913)
- 26 dicembre - Mario Nardi, partigiano e generale italiano (n. 1912)
- 26 dicembre - István Sándorfi, pittore ungherese (n. 1948)
- 27 dicembre - Ben Bamfuchile, allenatore di calcio e calciatore zambiano (n. 1960)
- 27 dicembre - Benazir Bhutto, politica pakistana (n. 1953)
- 27 dicembre - Jerzy Kawalerowicz, regista e sceneggiatore polacco (n. 1922)
- 27 dicembre - Jaan Kross, scrittore estone (n. 1920)
- 27 dicembre - Raimondo Rimondi, scultore e pittore italiano (n. 1922)
- 27 dicembre - Juris Solovjovs, cestista lettone (n. 1917)
- 28 dicembre - Mario Borgna, pittore, scultore e ceramista italiano (n. 1936)
- 28 dicembre - Serigne Saliou Mbacké, religioso senegalese (n. 1915)
- 28 dicembre - Stefano Pintucci, oculista italiano (n. 1959)
- 28 dicembre - Giovanni Rama, oculista italiano (n. 1924)
- 28 dicembre - Jean-Loup Rouyer, tennista francese (n. 1945)
- 28 dicembre - Sun Daolin, attore e regista cinese (n. 1921)
- 28 dicembre - Tab Thacker, lottatore e attore statunitense (n. 1962)
- 28 dicembre - Yun Hyong-keun, pittore sudcoreano (n. 1928)
- 29 dicembre - Alessandro Cortese, filosofo e traduttore italiano (n. 1940)
- 29 dicembre - Renato Fioravanti, calciatore e allenatore di calcio italiano (n. 1929)
- 29 dicembre - Viktor Fomin, allenatore di calcio e calciatore sovietico (n. 1929)
- 29 dicembre - Chiaretta Gelli, cantante e attrice italiana (n. 1925)
- 29 dicembre - Sergey Kvočkin, calciatore sovietico (n. 1938)
- 29 dicembre - Peppino Marotto, poeta, cantante e sindacalista italiano (n. 1925)
- 29 dicembre - Phil O'Donnell, calciatore scozzese (n. 1972)
- 29 dicembre - Kjell Rodian, ciclista su strada danese (n. 1942)
- 30 dicembre - Themīs Cholevas, cestista e allenatore di pallacanestro greco (n. 1926)
- 30 dicembre - Emmanuel Chukwudi Eze, filosofo nigeriano (n. 1963)
- 30 dicembre - Lajos Kozma, tenore ungherese (n. 1938)
- 30 dicembre - Carlo Morelli, geofisico e geodeta italiano (n. 1917)
- 31 dicembre - Bruno Cappellini, allenatore di calcio e calciatore italiano (n. 1920)
- 31 dicembre - Giuseppe De Gregorio, pittore italiano (n. 1920)
- 31 dicembre - Giovanni Padoan, antifascista e partigiano italiano (n. 1909)
- 31 dicembre - Markku Peltola, attore finlandese (n. 1956)
- 31 dicembre - Romeo Romanutti, cestista italiano (n. 1926)
- 31 dicembre - Muhammad Osman Said, politico libico (n. 1924)
- 31 dicembre - Ettore Sottsass, architetto, designer e fotografo italiano (n. 1917)